# くまごろう
くまごろうは、兵庫県在住の男性2人で結成されたインディーズミュージシャン。関西、神戸を中心に活動中のフォークデュオ。｢KM56｣, ｢KUMA56｣と表記されることも多い。各地で路上ライブを行うほか、月1回程度ライブハウス等でライブを実施している。また関西エリアで花見イベントや大学学祭にもライブ出演している。

## メンバー
| 人名                        | 役                      | パート                     | 出身地 |
| --------------------------- | ----------------------- | -------------------------- | ------ |
| じん （竹本仁）             | リーダー 兼サブリーダー | ボーカル                   | 秋田県 |
| よっちゃん （藤原よしひろ） | キャプテン              | ボーカル ギター ハーモニカ | 兵庫県 |

## ディスコグラフィ

### ミニアルバム
| No. | タイトル                 | リリース       | 規格    | 収録曲                                                                           |
| --- | ------------------------ | -------------- | ------- | -------------------------------------------------------------------------------- |
| 1st | まずは手にお取りください | 2013年3月23日  | 12cm CD | 1 心を込めて 2 五月雨のそら 3 片想い 4 トゥナイト 5 ほどほど                     |
| 2nd | 題名ノナイアルバム       | 2013年12月15日 | 12cm CD | 1 題名ノナイウタ 2 なんてね 3 イチャイチャ 4 大切なコトバ 5 君に出逢えた事が全て |
| 3rd | 寝ても覚めてもサンマイメ | 2014年12月27日 | 12cm CD | 1 夢花火 2 魔法の使い方 3 春雨 4 ミラコーラブ 5                                  |

### ネット配信
iTunes、amazon.co.jp、music.jp、mora、レコチョク などの音楽配信サイトで過去CD音源の一部がネット配信されている。 

## 概略

### 経歴
くまごろうは当初、現在のメンバーである じん と よっちゃん2名で結成された。2人は2007年に知り合った。当時、ギターの弾けなかったじん が よっちゃんにギターを教えて欲しいと頼み、よっちゃんは快諾。これを契機に二人の交際がスタートした。しかし よっちゃんはあまり丁寧にギターを教えなかった(じんの話)ようで、結局じんは独学でギターをマスター。その後ギターが弾けるようになった じん は自分で作詞作曲もしてみたいと思うようになったという。じんはよっちゃんに｢一緒に音楽をやろう｣と誘ったのを契機に、同2007年 ｢くまごろう｣が結成された(第1期)。しかし、その後二人の就職活動などが理由で2008年、活動は自然休止に至る。
　その後2010年に2人は再会。｢再び音楽活動をやりたい｣と合意し、くまごろうを再結成 (第2期)。第1期のメンバーに対し、第2期では新メンバー さくを迎え、3名で活動。さく は｢何でも屋店長｣という愛称で知られ、ボーカル、ハーモニカを担当していた。また、さく は絵を描くのが得意で、路上ライブでは合間にファンの似顔絵を描いたりイラストを配布したりしていた。
　さく はやがて絵を描く道に専念したいと脱退の意向を示す。2013年5月20日に さく 脱退。くまごろうは当初のメンバーに戻り、現在 新成くまごろうとして活動を継続している(第3期)。

### ユニット名
ユニット名は、じんの飼い猫の名前｢くまごろう｣に由来する。

### ライブ活動
くまごろうは現在、三ノ宮、神戸、明石、姫路、大阪、京都、岡山で非定期(週1, 2回)に路上ライブを実施。また主に三ノ宮、大阪のライブハウス等で月1回程度ライブを実施している。春季には花観イベント、秋季には神戸エリアの大学の学祭にもライブ出演。FMラジオにも出演するほか、週1回程度 ツイキャス(TwitCasting)配信も行う。

### サポートメンバー
主要なライブではサポートメンバーとして主にパーカッション担当のレオ(松田礼央)が加わる。過去、1st ミニアルバムの収録時にはパーカッション担当として おやぶん、アユゴン (当時、バンドグループ クエスチョンズ として活動)、カフェライブ(2014年8月24日)では、パーカッション担当 おやぶん、キーボード担当 役所タケシ(本名：長谷川タケシ)がサポートに加わった。またレコ発ワンマンライブ(2014年12月27日)および3rd CD収録時にはインディーズバンドグループ　たゆたう所属の たいち、こんそめぱんち☆木村 が加わり、それぞれベース、ギターを担当した。

### その他
モットーは｢誰よりも楽しみ、聴いてくれる人たちも楽しませる｣こと。愛と笑顔が特徴で、ファンを暖かく迎えてくれる。喋り出すと止まらないことで有名であり、路上ライブではMCがやや長めである。ファンとの直接的な交流を大切にし、半年に1回程度 神戸市周辺のカフェで人数限定のミニワンマンライブを開催している(2013年くまんばちの会、2014年 Kuma de Jaim )。

## 略歴
(第3期以降)

### 2013年
- 5月20日	メンバー ｢さく｣ 脱退。現在のメンバーになる。
- 8月17日	ライブ｢Street Spirits 2013｣出演 (ストカン主催、大阪府大阪市阿倍野 ｢Rock Town｣)
- 9月15日	On Time Kobe 2013出演 (兵庫県神戸市)
- 10月26日	神戸女学院学園祭 出演
- 11月2日	神戸市外国語大学学園祭 出演
- 11月24日	神戸常盤大学学園祭 出演
- 12月15日	紅白歌楽戦 企画･ライブ (兵庫県神戸市 ライブハウス｢WYNTERLAND｣)

### 2014年
- 1月22日	ラジオ番組 KOBE Healing EMOTION FM MOOV 76.1MHz 出演
- 1月28日	ライブ｢神戸スロープ！小宇宙を燃やせ！｣ 出演 (兵庫県神戸市 ライブハウス｢Kobe SLOPE｣ 新装開店記念ライブ)
- 2月16日	DIPLOMA CIRCUIT 2014 出演 (大阪府大阪市)(専門学校ESPエンタテインメント、イベント科卒業制作企画)
- 3月29日	ハジケナイトKOBE出演 (ストカン主催、兵庫県神戸市 ライブハウス｢Kobe SLOPE｣)
- 4月4, 5日	兵庫県尼崎市 西武庫公園 花見ライブ 出演。
- 4月13日	兵庫県加古川市 日岡山公園 ｢さくらコンサート｣ 出演。
- 7月13日	兵庫県神戸市 カルメニフェス 主催･ライブ
- 7月13日	ラジオ番組 FM 76.1MHz FMみっきぃ MusicRoom761出演
- 8月7日		ライブ｢Street Spirits 2014｣ 出演 (ストカン主催、大阪府大阪市阿倍野 ｢Rock Town｣)
- 8月17日	On Time Kobe 2014出演 (兵庫県神戸市)
- 9月28日	兵庫県神戸市　モズライトカフェ １周年記念ライブ出演
- 10月19日	兵庫県神戸市　第10回KOBEみなとマルシェ ライブ出演
- 11月1日	神戸市外国語大学学園祭 出演
- 11月15日	神戸松蔭女子大学学園祭 出演
- 11月21日	ライブ｢スロープハッピーセット｣ 出演 (兵庫県神戸市 ライブハウス｢Kobe SLOPE｣)
- 11月23日	神戸常盤大学学園祭 出演
- 12月27日	ワンマンライブ｢やっと。｣ 主催 (兵庫県神戸市 ライブハウス｢Kobe SLOPE｣)